# Etsy
Etsy — це peer-to-peer вебсайт електронної комерції, що фокусується на виробах ручної роботи та вінтажних речах і матеріалах, унікальних товарах обмеженого випуску. Ці товари та вироби потрапляють до великої кількості категорій, таких як художні вироби, фотографія, одяг, дорогоцінні прикраси, продукти харчування, косметика, іграшки та інші аксесуари. Багато користувачів сайту також продають матеріали для ручної роботи, такі як бісер, інструменти для ручних робіт, тощо. Вимогою до вінтажних товарів є вік не менше 20 років. Вебсайт надає користувачам-продавцям персональні «лавки», на яких продавець може виставляти свої товари, комісійні складають 0.20 доларів США за один лот.
Головний офіс знаходиться у Брукліні у Нью-Йорку.
Станом на 31 грудня 2014 року, на сайті було зареєстровано 54 мільйони користувачів, серед яких 1.4 мільйонів активних продавців та 19.8 мільйонів активних покупців. Станом на кінець 2014 року Etsy мав 685 працівників, та 29 мільйонів товарів, внесених у списки на сайті.
В жовтні 2023 року в Україні почала роботу платіжна система Etsy Payments.

## Функції

### Продаж
На вебсайті продається великий асортимент товарів, включаючи матеріали для образотворчого мистецтва, вироби ручної роботи та вінтажні вироби. Вінтажні товари мають бути як мінімум 20-ти річного віку. Для того, щоб продавати товари на Etsy користувачі мають створити обліковий запис і мають можливість дати власну назву своїй «лавці». Ім'я облікового запису не можна змінити після створення. Створення облікового запису безкоштовне, але лоти виставляються з оплатою комісійних у розмірі 0.20 доларів США. Кожен лот тримається на «лавці» 4 місяці, або поки лот не буде викуплено. Ціни на товари визначає користувач, але Etsy збирає 3.5 % від ціни кожного лоту. У кінці кожного місяця власники «лавок» отримують чеки з усіма комісійними, які вони мають заплатити до 15-го дня наступного місяця.